# Ninszubur

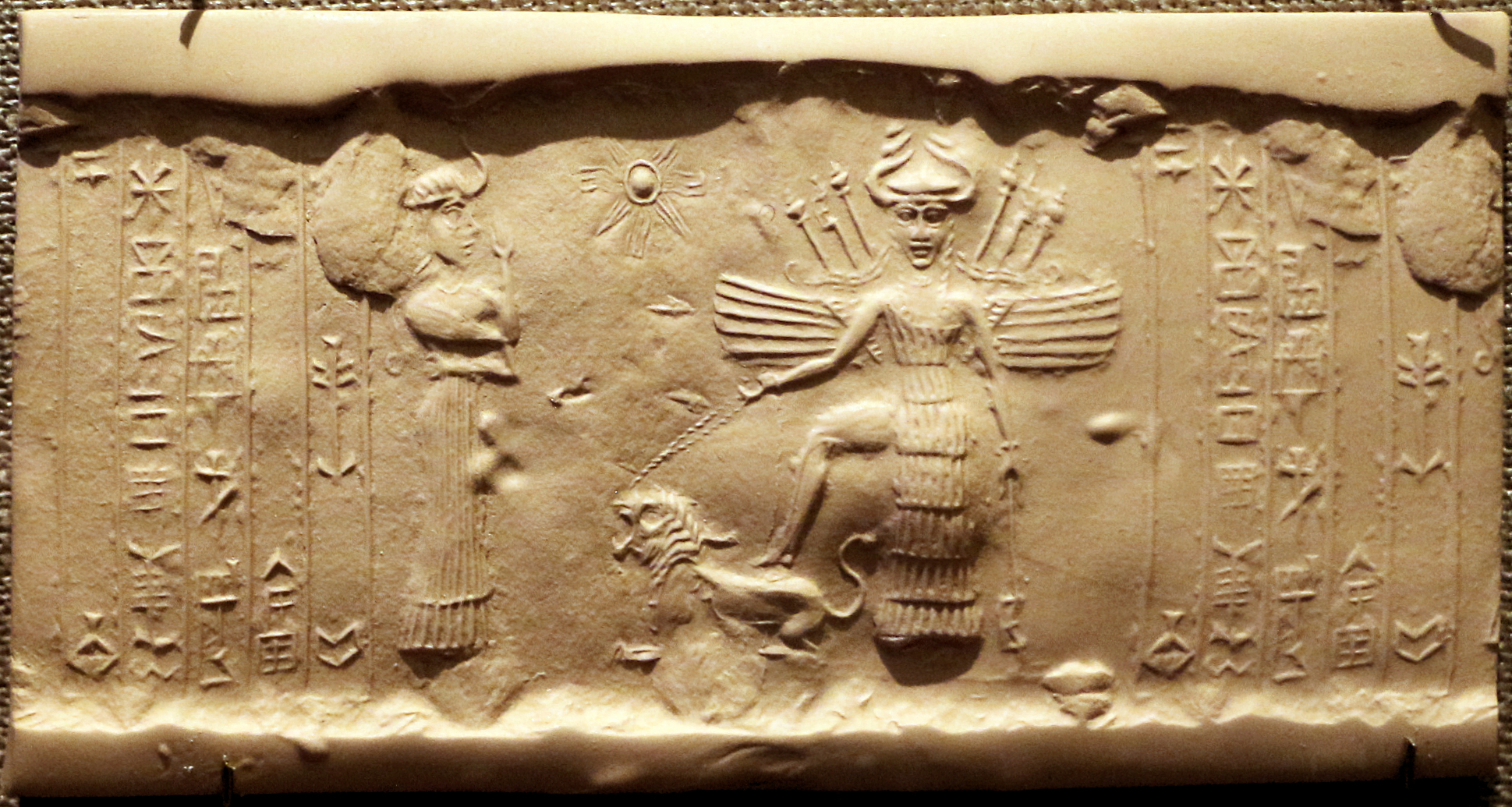
Bogini Inanna. Zwierzchniczka Ninszubur.

Ninszubur, Ninšubur (dNIN.ŠUBUR) – w mitologii sumeryjskiej posłanka i powiernica bogini Inanny. W micie Inana i Enki siedmiokrotnie broniła przed Izimudem i potworami morskimi Barki Niebios, w której Inana przewoziła do świątyni w Uruk podstępem odebrane Enki tablice z me.
Ninszubur występuje także jako bóstwo rodzaju męskiego w tekstach akadyjskich.